# Tappa Gaura
Koordinaten: 36° 30′ 46″ N, 43° 14′ 5″ O
Tappa Gaura oder Tepe Gawra (dt.: Großer Hügel) ist ein Siedlungshügel im Irak, etwa vier Kilometer östlich von Chorsabad in der heutigen irakischen Provinz Ninawa. Der Tell war vom Keramischen Neolithikum bis in die Bronzezeit besiedelt.
Tappa Gaura wurde 1927 von Ephraim Avigdor Speiser entdeckt und zwischen 1930 und 1937 von US-amerikanischen Archäologen der University of Pennsylvania ausgegraben. 1930 bis 1932 und 1936 bis 1937 fanden Grabungen unter der Leitung von Speiser statt, in der Zeit dazwischen unter Charles Bache. Es wurden Belege für eine nahezu lückenlosen Besiedlung vom späten 6. Jahrtausend v. Chr. bis zur Mitte des 2. Jahrtausends v. Chr. nachgewiesen. Aus dem 6. Jahrtausend stammen Reste einer engen dörflichen Siedlung mit einfachen Lehmziegelhäusern und polychromer Keramik der nach Tell Halaf benannten Halaf-Zeit.
In der Schicht XI-A wurden die Fundamente eines großen runden Hauses freigelegt. Dieses sogenannte Round House lag zentral auf dem Tell und war dort das größte Gebäude aus der Übergangszeit von der späten Ubaid-Zeit zur frühen Uruk-Zeit, um etwa 4000 v. Chr. Besonders bemerkenswerte Objekte stammen aus Gräbern der Uruk-Zeit. Dazu gehören Perlen aus Lapislazuli, Goldschmuck, sorgfältige gearbeitete Steingefäße aus Marmor und Serpentin und Kämme aus Elfenbein. Aus Tappa Gaura ist ein Hundegrab im Zusammenhang mit einer menschlichen Bestattung bekannt.
In der Mitte des 4. Jahrtausends v. Chr. reduzierte sich die dörfliche Bebauung und nach einem Hiatus (Zeitabschnitt ohne archäologische Funde) entstanden auf dem Ruinenhügel drei Sonderbauten in Mittelsaalbauweise. Sie haben eine für spätere Tempel typische Nischen-Pfeiler-Dekoration, jedoch wurde kein Altar freigelegt, der diese Zuordnung bestätigen würde. Alle drei Gebäude liegen an einem offenen Platz.
Zu den jüngeren Funden gehören Stempelsiegel mit Tiermotiven aus dem 3. Jahrtausend v. Chr. und die Fundamente von Tempeln aus assyrischer Zeit.